# ستراك سركسيان
سيتراك سركيسيان (توفي في 21 فبراير 2017) (بالأرمنية: Սեդրակ Սարգիսեան)‏ أشهر ضابط ايقاع وعازف طبلة لبناني من أصل أرمني. حصل على العديد من الجوائز في الشرق الأوسط وأوروبا لإسهاماته في الموسيقى العربية التقليدية والحديثة منها لما منحه التلفزيون العربي-الأمريكي في لوس انجلوس بولاية كاليفورنيا درع أفضل ضابط ايقاع في العالم العربي سنة 1994 حيث شكل ستراك ظاهرة مميزة في عالم الفن وقدم الحان وتوزيعات موسيقيه ظهرت له في أكثر من 30 تسجيلا وموسيقى تصويرية للافلام، منها خمسة مع فريد الأطرش.
أيضا استطاع حفظ فنه خلال 43 سنة في 52 ألبوم، ومن أبرز أعماله شريط “ليالي زمان” الذي يتضمن 6 مقطوعات موسيقية للرقص الشرقي و”سولو” على “الطبلة” شاركه فيه عزفاً 32 موسيقياً.

## حياته
ولد سيتراك سركيسيان في بيروت، لبنان. ابتدأ اهتمامه بالموسيقى في وقت مبكر مستلهم من طبلة أخوه الأكبر اللى كان بيعزف عليها في المنزل وفي الحفلات العائلية وفي سن ال18 كان اتعلم العزف على الطبلة بنفسه. عائلته لم تكن دايما راضيه، لأنه في الوقت ده كانت الموسيقى كمهنة لم يكن لها مكانة اجتماعية عالية فكسروا طبلته لكن ده لم يردعه، واستمر في العزف والدراسة في معهد الموسيقى لمزيد من التدريب وده خلى سركيسيان يتفوق بسرعة.
كانت بدايته العملية مع الراقصة نادية جمال في سنة 1958، واشتغل معها لغاية سنة 1962، لما ابتدأ يعزف مع سميرة توفيق اللى اتعرف عليها سنة 1959 لما عملا في كازينو طانيوس في بحمدون. وقد عمل سركيسيان مع العديد من المطربين في الشرق الأوسط، منهم سميرة توفيق وفيروز ومحمد عبد الوهاب وفريد الأطرش وصباح فخري وعبد الحليم حافظ وفايزة أحمد وردة وصباح وماجدة الرومي. وكمان عمل مع أشهر الراقصات الشرقيات زى نادية جمال، تحية كاريوكا، سامية جمال، فيفي عبده، نجوى فؤاد، سهير زكي، سمارة، أماني، رانين، نورا، وشهرمان. عاش في حي برج حمود في بيروت اللى هو تقليديا حى يسكنه الأرمن.

## وفاته
توفي سيتراك سركيسيان في 21 فبراير 2017 في بيروت، لبنان.

## تكريمه
منح رئيس الجمهورية اللبنانية العماد ميشال عون عازف الطبلة الراحل ستراك سركيسيان وسام الاستحقاق الرئاسي الفضي لعطاءاته الفنية في لبنان والمنطقة.
وقدم ممثل رئيس الجمهورية، وزير السياحة أواديس كيدانيان، الوسام لعائلة الراحل خلال مراسم الدفن اللي أقيمت في بطريركية الأرمن الأرثوذكس “مارفارطان” في حى برج حمود.

## روابط خارجية
- ستراك سركسيان على موقع ميوزك برينز (الإنجليزية)
- ستراك سركسيان على موقع ديسكوغز (الإنجليزية)